# Hedkarls- och Gammelsällsgränden
Hedkarls- och Gammelsällsgränderna är äldre namn för området norr om Hedesunda, längs Hedesundaåsen - Enköpingsåsen, mot Valbo sockens gräns i norr samt kring byarna Gammelsäll och Gräsbäcken m.fl. i Gävle kommun. Man kan anta att vissa av dessa uppstått på 15-1600-talet. Invandrande svedjefinnar från bl.a. Savolaks kan ha brutit jorden i vissa av byarna när Finland var svenskt.  
Byarna söderifrån och därefter mot öster är: Nynäs, Litselbo, Västerfallet, Östanhede, Östanhed, Stav, Lövökrog, Främlingshem, Norrbo, Gammelsäll, Byrilsbo, Västerbo, Dragbo, Gräsbäcken, Åsbo, Österbo och Nybo.